# Vladímir Kuts
Vladímir Pétrovich Kuts (Aleksino, Ucrania; 7 de febrero de 1927-Moscú, 16 de agosto de 1975) fue un atleta soviético de larga distancia que fue campeón olímpico de 5.000 y 10 000 metros en los Juegos de Melbourne 1956.

## Biografía
Kuts nació en Oleksyne, República Socialista Soviética de Ucrania, URSS. Su padre murió a causa del alcoholismo cuando Kuts tenía cinco años. Durante la Segunda Guerra Mundial falsificó su edad y sirvió durante dos años en el ejército soviético como mensajero. Comenzó a correr después de la guerra, mientras continuaba su servicio militar como francotirador de la marina. En 1951 ganó sus primeros títulos nacionales, en los 5000 y 10 000 m, logro que repitió entre 1953 y 1956. Su primer éxito internacional llegó en 1954, cuando derrotó a los favoritos, Emil Zátopek y Christopher Chataway, en los 5000 m del Campeonato de Europa, estableciendo un nuevo récord mundial. Meses más tarde, perdió el récord mundial ante Chataway (que le superó por un estrecho margen), pero lo recuperó diez días después.
Tras perder de nuevo su récord mundial en 1955, Kuts seguía siendo uno de los favoritos para los Juegos Olímpicos de Verano de 1956 en Melbourne. Su principal rival en los 5000 m era el corredor británico Gordon Pirie, que había batido el récord mundial a principios de ese año. Sin embargo, Kuts había establecido un nuevo récord mundial en los 10 000 metros poco antes de los Juegos. En la primera final, la de 10 000 m, Kuts, como siempre, lideró desde el principio, acabando finalmente con el espíritu de Pirie a cuatro vueltas del final y ganando por un amplio margen. Se escapó de Pirie con un sprint final desesperado y admitió más tarde que, si Pirie le hubiera seguido en ese sprint, podría haber abandonado por fatiga. La final de los 5000 metros, cinco días después, terminó de manera similar, con Kuts liderando desde el principio hasta el final. Su margen de victoria de 11 segundos fue el mayor jamás registrado en esta prueba en la historia olímpica.
Kuts mejoró el récord mundial de los 5000 m en 1957 con un tiempo de 13:35,0 minutos, una marca que permanecería imbatida hasta 1965, cuando fue superada por el australiano Ron Clarke. Aunque solo fue derrotado en un par de ocasiones, Kuts se retiró a los 32 años en 1959. A menudo sufría dolores en el estómago y las piernas, que se le congelaron una vez mientras prestaba servicio en la Marina. Estos problemas dificultaron gravemente su entrenamiento entre 1957 y 1959 y le acompañaron durante el resto de su vida.
Tras retirarse de las competiciones, Kuts trabajó como entrenador de atletismo. En 1972 sufrió un derrame cerebral tras un accidente de tráfico, por lo que no se le permitió acompañar a sus varios pupilos en los Juegos Olímpicos de 1972. Murió en 1975, en lo que parece haber sido un suicidio por mezclar somníferos y alcohol. Al final de su vida pesaba unos 120 kg, aproximadamente 50 kg más de lo habitual.

## Vida Personal
Kuts se casó dos veces, primero con Raisa Andreyevna Kuts y luego con Raisa Timofeyevna Kuts. Conoció a su primera esposa en 1953, cuando ella le entrevistaba como periodista. Más tarde, ella le enseñó gramática rusa, ya que Kuts solo había completado seis años de escuela antes del comienzo de la Segunda Guerra Mundial y a menudo mezclaba el ruso y el ucraniano. Tuvieron un hijo, Yuri, que se convirtió en científico. Tras su segundo divorcio en 1973, Kuts no volvió a casarse.

## Muerte
Falleció de un ataque al corazón en 1975, en Moscú, con solo 48 años. Kuts fue el mejor corredor de fondo que hubo en la Unión Soviética.

## Legado
En 1985 se erigió un monumento en su nombre cerca del estadio Kuts en la ciudad de Trostianets.

## Récords del mundo
- 5.000 metros:

- 13:56,6 (Berna, 29 Aug 1954)
- 13:51,2 (Praga, 23 Oct 1954)
- 13:46,8 (Belgrado, 18 Sep 1955)
- 13:35,0 (Roma, 13 Oct 1957)

- 10.000 metros:

- 28:30,4 (Moscú, 11 Sep 1956)